# قرار مجلس الأمن التابع للأمم المتحدة رقم 1066
قرار مجلس الأمن التابع للأمم المتحدة رقم 1066، المتخذ بالإجماع في 15 تموز / يوليو 1996، بعد الإشارة إلى القرارات السابقة بشأن كرواتيا بما في ذلك القرارات 779 (1992)، 981 (1995)، 1025 (1995) و1038 (1996)، أذن المجلس للمراقبين العسكريين بمواصلة رصد نزع السلاح في منطقة شبه جزيرة بريفلاكا في كرواتيا حتى 15 يناير 1997.
وأشار المجلس إلى الاتفاق المبرم بين رئيسي كرواتيا وجمهورية يوغوسلافيا الاتحادية (صربيا والجبل الأسود) بشأن تجريد شبه جزيرة بريفلاكا من السلاح والإسهام الذي قدمته في تخفيف التوتر في المنطقة. كما أعاد التأكيد على سيادة كرواتيا وسلامة أراضيها واستقلالها، وأهمية الاعتراف المتبادل بين الدول الخلف في يوغوسلافيا السابقة.
وحث البلدين على الالتزام بتعهداتهما ومواصلة المفاوضات بهدف تطبيع العلاقات الثنائية. وشجع على اتخاذ تدابير لتخفيف التوتر على النحو الذي اقترحه المراقبون العسكريون. وفي غضون ذلك، تم دعوة المراقبين وقوة التنفيذ للتعاون مع بعضهم البعض.
وطلب المجلس أيضاً منالأمين العام أن يقدم بحلول 5 كانون الثاني / يناير 1997 تقريراً عن الحالة في شبه الجزيرة وعن التقدم الذي أحرزته كرواتيا وصربيا والجبل الأسود نحو تسوية خلافاتهما.

## روابط خارجية
- نص القرار في undocs.org